# Шуман, Валентина Борисовна
Валенти́на Бори́совна Шу́ман (28 апреля 1936 — 5 апреля 2025) — советский и российский физик, специалист по полупроводникам и полупроводниковым приборам, лауреат Ленинской премии (1966).

## Биография
Окончила физмат Черновицкого университета. В 1957—1961 инженер на заводе «Электровыпрямитель» в Саранске.
В 1961—1964 — аспирантка, в 1965—1991 — научный сотрудник, с 1991 года — старший, затем — ведущий научный сотрудник Физико-технического института (ФТИ) им. А. Ф. Иоффе. Работала в ФТИ по 2024 год.
Кандидат технических наук (1966). Область научных интересов — исследование физических процессов в мощных полупроводниковых приборах.

## Награды и премии
Ленинская премия 1966 года — за участие в разработке технологии изготовления и внедрении в серийное производство силовых кремниевых вентилей.